# Henry B. Sayler

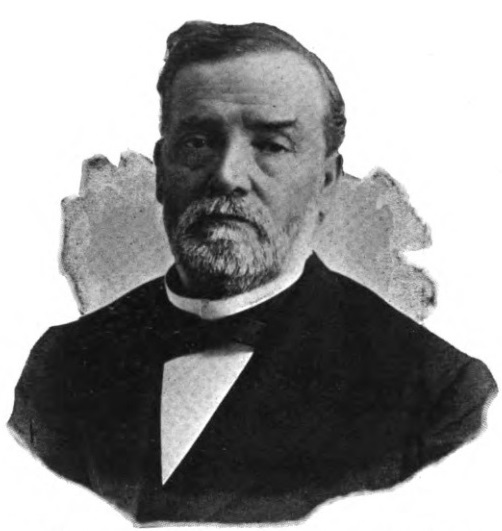
Henry B. Sayler, 1898

Henry Benton Sayler (* 31. März 1836 im Montgomery County, Ohio; † 18. Juni 1900 in Huntington, Indiana) war ein US-amerikanischer Politiker. Zwischen 1873 und 1875 vertrat er den Bundesstaat Indiana im US-Repräsentantenhaus.

## Werdegang
Henry Sayler war ein Cousin von Milton Sayler (1831–1892), der zwischen 1873 und 1879 für den Staat Ohio im Kongress saß. Noch in seiner Jugend kam er in das Clinton County in Indiana, wo er die öffentlichen Schulen besuchte. Nach einem anschließenden Jurastudium und seiner im Jahr 1856 erfolgten Zulassung als Rechtsanwalt begann er in Eaton (Ohio) in diesem Beruf zu arbeiten. Während des Bürgerkrieges diente Sayler im Heer der Union, in dem er bis zum Major aufstieg.
Politisch war er Mitglied der Republikanischen Partei. Bei den Kongresswahlen des Jahres 1872 wurde er im zehnten Wahlbezirk von Indiana in das US-Repräsentantenhaus in Washington, D.C. gewählt, wo er am 4. März 1873 die Nachfolge von William Williams antrat, der in den neugeschaffenen 13. Distrikt wechselte. Da er im Jahr 1874 auf eine erneute Kandidatur verzichtete, konnte er bis zum 3. März 1875 nur eine Legislaturperiode im Kongress absolvieren.
Nach seinem Ausscheiden aus dem US-Repräsentantenhaus war Henry Sayler von 1875 bis 1900 Richter im 28. Gerichtsbezirk von Indiana. Er starb am 18. Juni 1900 in Huntington, wo er auch beigesetzt wurde.